# EDonkey2000
eDonkey2000 là một chương trình chia sẻ tệp trên mạng đồng đẳng, được phát triển bởi MetaMachine, sử dụng giao thức chuyển vận tệp đa nguồn (tiếng Anh: Multisource File Transfer Protocol). Chương trình eDonkey hỗ trợ cả hai mạng eDonkey và mạng Overnet.
Người dùng eDonkey2000 chủ yếu chia sẻ những tệp rất lớn, hàng trăm mêgabyte, như đĩa CD, phim, trò chơi, và phần mềm. Không như các phần mềm chia sẻ tệp đồng đẳng khác, tệp chia sẻ trong mạng eDonkey được cung cấp dưới dạng một liên kết ed2k, chương trình eDonkey2000 sẽ tự khởi động và tải tệp khi liên kết ed2k được kích hoạt. Một số trang web chuyên cung liên kết ed2k, các trang web này cũng có thể cung cấp một danh sách các máy chủ để người dùng cập nhật liên kết ed2k.
MetaMachines cũng tạo ra một giao thức chia sẻ tệp khác gọi là Overnet có khả năng hoạt động liên kết với mạng eDonkey, nhưng không sử dụng máy chủ. Hầu hết các trình khách eDonkey hiện nay đều sử dụng mạng Overnet. Năm 2004, MetaMachines tuyên bố ngừng phát triển Overnet để tập trung vào mạng eDonkey2000, nhưng các trình khách eDonkey2000 mới vẫn bao gồm giao thức Overnet.
Phiên bản chính thức mới nhất của chương trình eDonkey2000 bao gồm một công cụ bổ sung cho phép tải tệp bằng tệp .torrent. Một khi tệp torrent được mở bằng eDonkey2000, chương trình sẽ bắt đầu tìm kiếm các tệp có chứa trong tệp torrent trên mạng eDonkey/Overnet nếu tìm được nó sẽ tải tệp về đồng thời. Việc sử dụng tệp torrent như một nguồn cung cấp tệp phụ trợ ngoài mạng eDonkey làm tăng tính hiệu quả và tốc độ tải tệp của chương trình eDonkey2000. Bởi sự hiệu quả của việc kết hợp mạng Overnet, mạng eDonkey và hệ thống phân phối tệp theo giao thức BitTorrent đã làm nảy sinh một xu hướng muốn kết hợp tất cả các nguồn cung cấp tệp từ các mạng khác nhau trong giới lập trình viên mạng đồng đẳng. Điều này có lợi cho người dùng vì nó tăng khả năng tải được tệp mình cần và giảm thiểu các điểm yếu của từng mạng.
Tháng 9 năm 2005, dựa trên phán quyết của Tòa án tối cao của Mỹ vào tháng 6 RIAA đã gửi thư cho trụ sở chính của Metamachine yêu cầu dừng ngay lại việc làm vi phạm bản quyền của công ty. Ngày 22 tháng 9 năm 2005 rất nhiều các trang web tin tức đã đưa tin: trụ sở chính của tổng công ty Metamachine đã bị đóng c
Tuy nhiên ngày 28 tháng 9 năm 2005, trụ sở của eDonkey chính thức đóng cửa (BetaNews Article). Tổng giám đốc của công ty MetaMachine giải thích về việc này đại ý là: công ty sẽ chuyển người dùng eDonkey sang môi trường bán lẻ nội dung trực tuyến thay vì hoạt động trên môi trường mạng đồng đẳng đóng.